# Вильконталь
Вильконта́ль (фр. Villecomtal, окс. Vila Comtal) — коммуна во Франции, находится в регионе Окситания. Департамент — Аверон. Входит в состав кантона Эстен. Округ коммуны — Родез.
Код INSEE коммуны — 12298.
Коммуна расположена приблизительно в 480 км к югу от Парижа, в 140 км северо-восточнее Тулузы, в 22 км к северу от Родеза.

## Население
Население коммуны на 2008 год составляло 442 человека.
| 1962 | 1968 | 1975 | 1982 | 1990 | 1999 | 2008 |
| ---- | ---- | ---- | ---- | ---- | ---- | ---- |
| 457  | 520  | 468  | 458  | 418  | 419  | 442  |

## Экономика
В 2007 году среди 258 человек в трудоспособном возрасте (15—64 лет) 187 были экономически активными, 71 — неактивными (показатель активности — 72,5 %, в 1999 году было 64,2 %). Из 187 активных работали 177 человек (103 мужчины и 74 женщины), безработных было 10 (5 мужчин и 5 женщин). Среди 71 неактивных 12 человек были учениками или студентами, 34 — пенсионерами, 25 были неактивными по другим причинам.

## Достопримечательности
- Городские ворота (XIV век). Памятник истории с 1992 года[3]
- Часовня Сервьер (XII век). Памятник истории с 1992 года[4]

## Фотогалерея

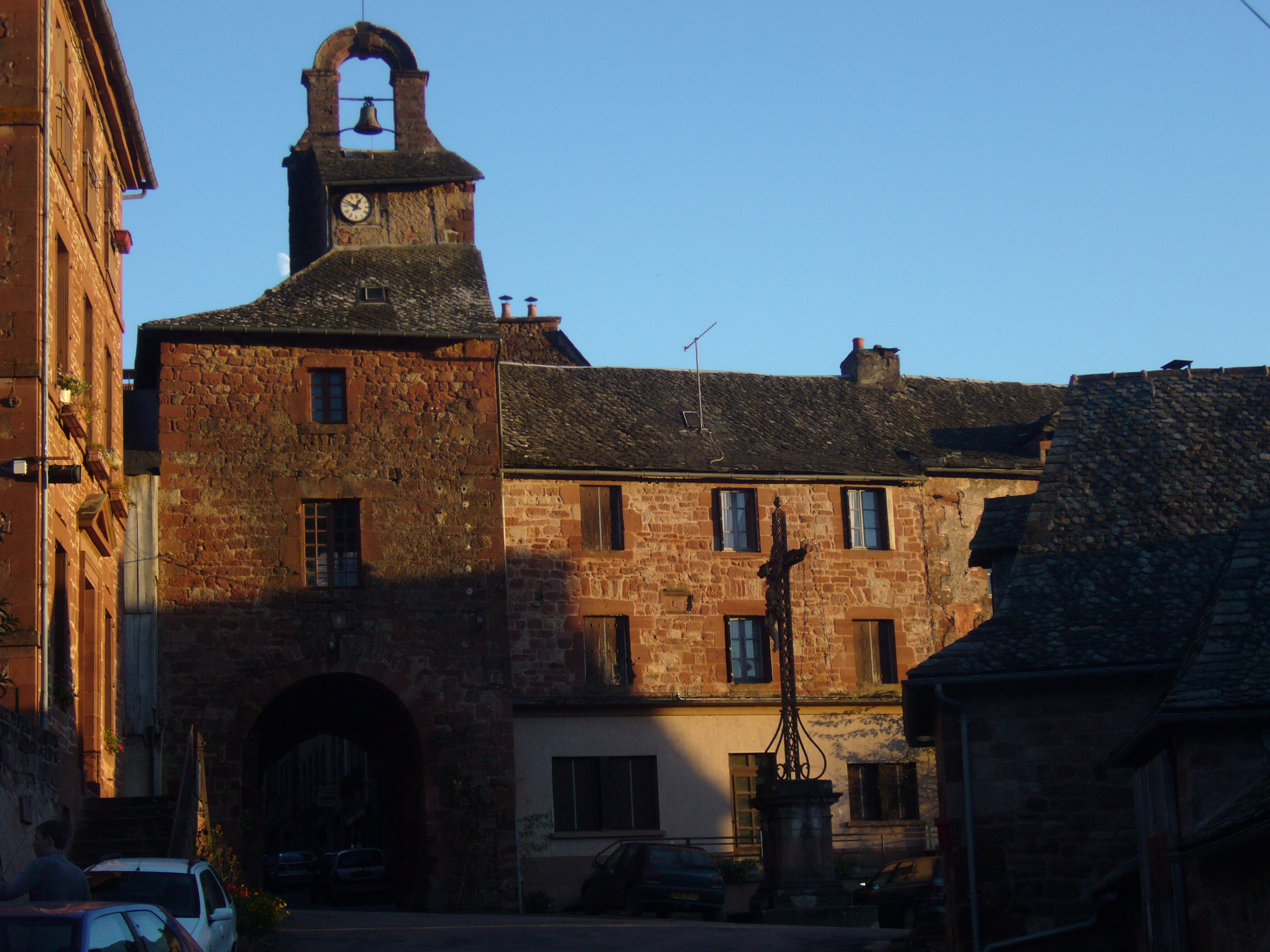
Городские ворота
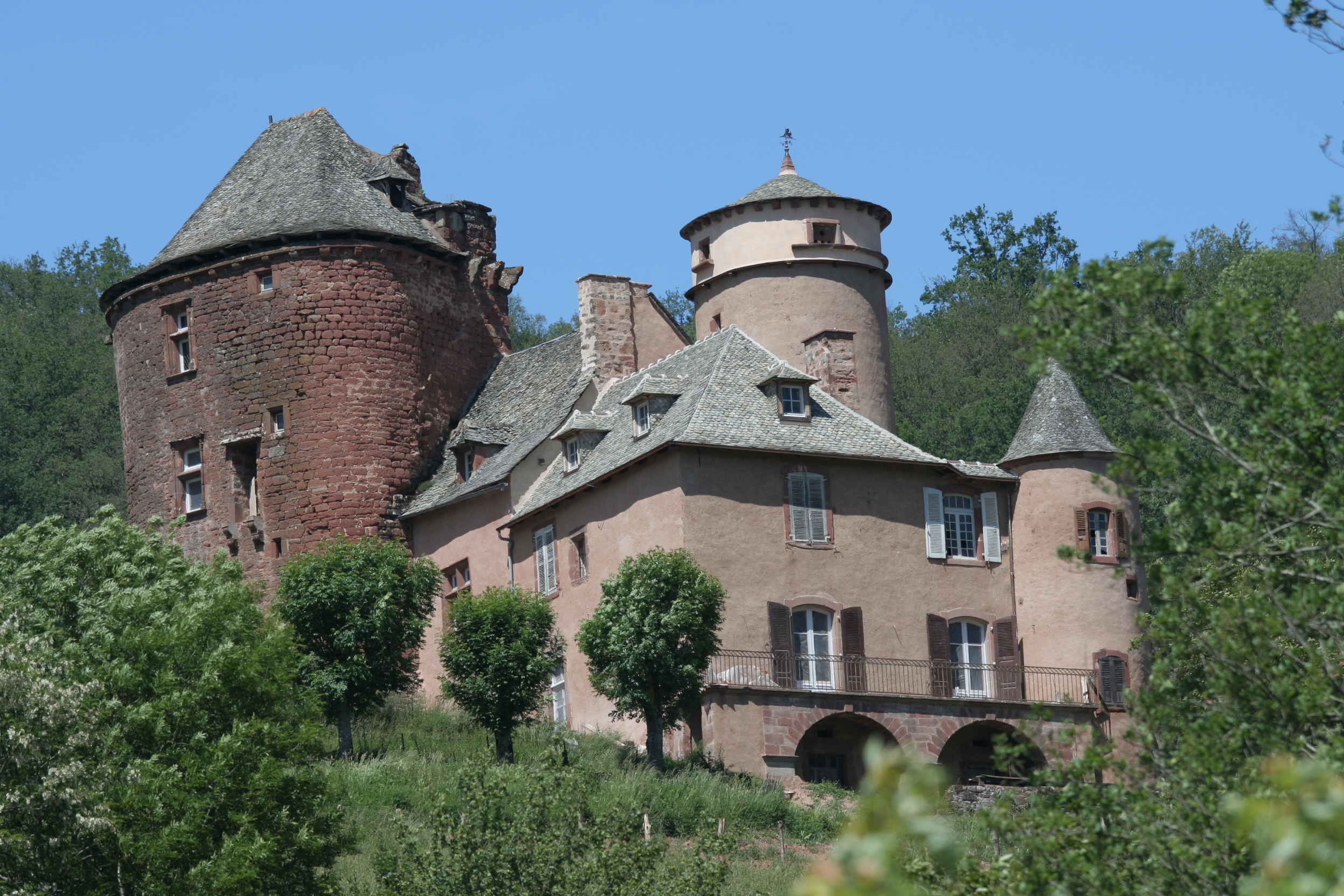
Замок Пюш
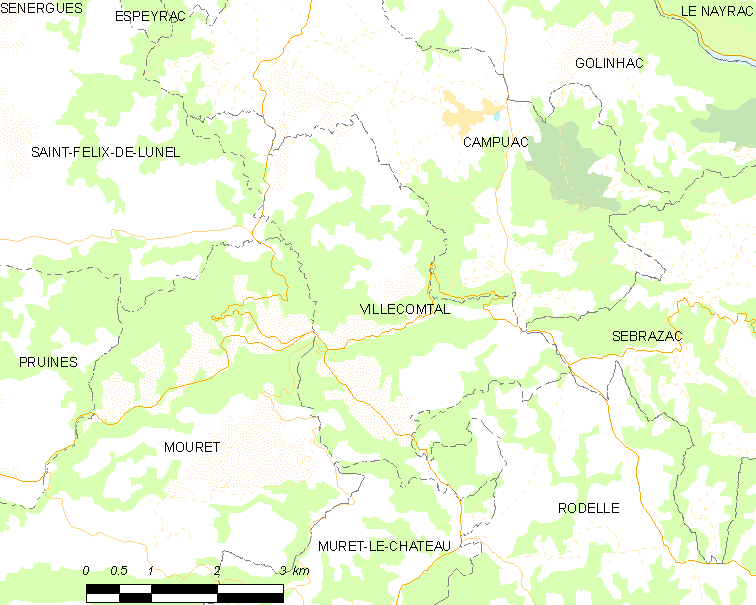
Карта коммуны